# Live in the Galaxy
Live in the Galaxy ist das 1999 veröffentlichte Livealbum der US-amerikanischen Hard-Rock-Band Union.

## Entstehung
Nach der Veröffentlichung ihres Debütalbums hatte sie die Gruppe auf Tournee begeben. Live in the Galaxy wurde bei einem Konzert im Galaxy Club aufgenommen, die Tonmischung übernahmen Bruce Bouillet und Bruce Kulick. Die CD enthält Lieder der ersten Union-CD, zwei Kiss-Songs (Jungle und das von Bruce Kulick gesungene I Walk Alone; beide vom Album Carnival of Souls), außerdem Power to the Music von Mötley Crüe und Man in the Moon, das Corabi mit The Scream auf deren einzigem Album Let It Scream veröffentlicht hatte. Surrender, eine Coverversion des Liedes von Cheap Trick sowie die beiden zusätzlich enthaltenen Akustiktitel October Morning Wind und You've Got to Hide Your Love Away (The Beatles) zeigen die Vielseitigkeit der Gruppe.

## Titelliste
| Nr.          | Titel                                                              | Autor(en)                                                   | Länge |
| ------------ | ------------------------------------------------------------------ | ----------------------------------------------------------- | ----- |
| 1.           | Old Man Wise                                                       | Bruce Kulick, John Corabi, Curtis Cuomo                     | 4:18  |
| 2.           | Around Again                                                       | Kulick, Corabi, Cuomo                                       | 5:55  |
| 3.           | Heavy D                                                            | Kulick, Corabi, Cuomo                                       | 6:04  |
| 4.           | Jungle                                                             | Paul Stanley, Kulick, Cuomo                                 | 7:48  |
| 5.           | Love (I Don’t Need It Anymore)                                     | Kulick, Corabi, Cuomo                                       | 3:46  |
| 6.           | Man In The Moon                                                    | Brown, Corabi, John Alderete, Bruce Bouillet, Walt Woodward | 7:59  |
| 7.           | I Walk Alone                                                       | Gene Simmons, Kulick                                        | 7:10  |
| 8.           | Surrender                                                          | Rick Nielsen                                                | 4:39  |
| 9.           | Pain Behind Your Eyes                                              | Kulick, Corabi, Cuomo                                       | 4:47  |
| 10.          | Power To The Music                                                 | Corabi, Tommy Lee, Mick Mars, Nikki Sixx                    | 5:19  |
| 11.          | Tangerine                                                          | Kulick, Corabi, Cuomo                                       | 5:53  |
| 12.          | October Morning Wind (Akustikversion, Studioaufnahme)              | Kulick, Corabi, Cuomo                                       | 4:11  |
| 13.          | You’ve Got to Hide Your Love Away (Akustikversion, Studioaufnahme) | John Lennon, Paul McCartney                                 | 2:37  |
| Gesamtlänge: | Gesamtlänge:                                                       | Gesamtlänge:                                                | 70:26 |

## Rezeption
Das deutsche Magazin Rock Hard vergab sieben von zehn erreichbaren Punkten und Jan Jaedike schrieb, „die Truppe um die beiden Ex-isten Bruce Kulick (ex-Kiss) und John Corabi (ex-Mötley Crüe, ex-Scream)“ werde sich „für die Idee, nach einem einzigen Studioalbum 'ne Live-Scheibe zu veröffentlichen, so manchem peinlichen Verhör unterziehen dürfen.“ Der Rezensent listet dabei vornehmlich die enthaltenen Stücke auf und bewertet sie: Jungle sei „ohne die charismatische Stimme von Paul Stanley natürlich nur B-Klasse, auch wenn Corabi ansonsten durchaus“ beeindrucke und „bluesiges Feeling mit Alternative-Touch“ vereine. Des Weiteren würde sich die Gruppe „an Cheap Tricks Surrender (tritt ganz gut Arsch) und zum Abchillen an 'ner Unplugged-Version des Beatles-Stücks You've Got To Hide Your Love Away“ vergehen. Es seien aber „nicht nur diese Extras, die Live in the Galaxy interessant“ machten. Die Band rocke und harmoniere „besser als auf ihrem Studioalbum.“ Wenn sie „diese Vibes auch auf ihre nächste Scheibe "The Blue Room" übertragen“ würden, wo sie „außerdem ohne einen Sack Fremdkompositionen auskommen“ müssten, könne „aus Union noch was werden“.